# Joseph Mariétan
Joseph Mariétan (* 2. Februar 1874 in Val-d’Illiez; † 10. Januar 1943 in Annecy) war Abt der Abtei Saint-Maurice und Bischof von Bethlehem.

## Leben
Joseph-Tobie Mariétan stammte aus einer angesehenen Familie, die seit 1364 im Val d’Illiez nachgewiesen ist, und wurde dort 1874 als Sohn des Landwirts Pierre-Tobie Mariétan und der Marie-Catherine geb. Mariétan geboren. Mit vierzehn Jahren, am 7. September 1888, kam er in die Rudimentistenklasse des Kollegiums Saint-Maurice und trat am 28. August 1894, dem Tag des hl. Augustinus von Hippo, in das Noviziat der Abtei ein. Am 4. September 1898 legte er die feierliche Profess ab und wurde am 3. September 1899 zum Priester geweiht. 1901 wurde er an der Universität Freiburg summa cum laude zum Doktor der Philosophie promoviert.
Danach unterrichtete er am Kollegium Saint-Maurice, wo er 1909 von dem zum Abt gewählten Joseph Abbet die Leitung der Rhetorikklasse und 1913 für den verstorbenen Chorherrn Guillaume de Courten († 20. April 1913) auch die philosophischen Kurse übernahm. Zehn Tage nach dem Tod des Abtes Abbet († 3. August 1914) wurde er zum Nachfolger gewählt und am 6. Dezember 1914 durch Kardinal Basilio Pompili in der Kirche der Barmherzigen Schwestern in Rom zum Bischof von Bethlehem (der traditionelle Titel der Äbte von St-Maurice) geweiht. Weiheassistenten waren der emeritierte Bischof Dominic Jaquet OFMConv von Jassy und der Kurienbischof Raffaele Virili. Nach zwei Privataudienzen bei Papst Benedikt XV. reiste Bischof Mariétan am 16. Dezember wieder nach St-Maurice zurück.

### Soziales und publizistisches Engagement
Obwohl nach seiner Promotion für das Lehramt bestimmt, lagen Mariétans Interessen auf anderen Gebieten. Beeinflusst von der 1891 veröffentlichten Sozialenzyklika Rerum Novarum Leos XIII. hatte er schon 1901 am Kollegium einen sozialwissenschaftlichen Studienkreis (Cercle d’études sociales) gegründet, der auf grosse Resonanz stiess und bis 1907 Bestand hatte. Parallel dazu gründete er einen Kreis mit ähnlicher Zielsetzung für Jugendliche der Gemeinde St-Maurice (Cercle social de St-Maurice). Als publizistisches Instrument für sein soziales Engagement diente ihm die 1899 gegründete Hauszeitschrift Les Echos de St-Maurice, deren Redaktion er übernommen hatte und der er im Januar 1908 den programmatischen Namen L’Eveil (Erwachen), revue sociale et religieuse gab. Die Zeitschrift fand zwar bedeutende Autoren, aber nicht die gewünschte Resonanz und wurde im Dezember 1912 eingestellt. Sie lebte erst 1916 unter dem ursprünglichen Titel Les Echos de St-Maurice wieder auf. Weit erfolgreicher als die Zeitschrift war die Gründung einer Druckerei Imprimerie Saint-Augustin in St-Maurice, die Bücher, religiöse Schriften und Pfarrbriefe druckte.

### Gregorianische Reform
Tief beeindruckt von Papst Pius’ X. Motu proprio Tra le sollecitudini über die geistliche Musik (22. November 1903), gründete Mariétan im November 1907 am Kollegium einen gregorianischen Chor, der rasche Fortschritte machte und zum Vorbild und Anstoss für weitere Chorgründungen in der Umgebung wurde. Auch zu diesem Thema finden sich Beiträge in der Zeitschrift L’Eveil.
Anfang Mai 1924 wurde in einer mehrtägigen Festveranstaltung der 1400. Todestag des hl. Sigismund von Burgund mit grosser öffentlicher Beteiligung begangen. Im selben Monat feierte Mariétan seinen 50. Geburtstag, sein silbernes Priesterjubiläum und sein zehnjähriges Bischofsjubiläum. Zu diesem Anlass wurde eine von Auguste Sérieyx komponierte und dirigierte gregorianische Messe mit dem Schülerchor aufgeführt.

### Ausbau der Schule
Weite Ausstrahlung nach aussen hatte auch die Schule, deren Schülerzahl beträchtlich zunahm, was einen Neu- und Ausbau erforderte, der 1916 fertiggestellt wurde. Mehrfach wurden Kanoniker als Lehrkräfte und Berater an andere Schulen (Porrentruy, Lugano) berufen. 1927 wurde mit Unterstützung der Abtei eine Handelsschule in Sierre eröffnet, die von Chorherren geleitet wurde.
Um seine Vorstellungen von einer soliden akademischen Bildung zu vermitteln, war Mariétan auch im Schweizerischen Studentenverein und dessen zahlreichen gymnasialen und akademischen Sektionen aktiv, u. a. als «Vereinspapa» der Agaunia und Präsident der Vallensis (1914–1919).

### Missionstätigkeit
Nachdem es seit 1925 mehrere Pläne zur Gründung von Missionsstationen in Asien (und Schweden) gegeben hatte und ein erster Kanoniker in Indochina eingesetzt worden war, übernahmen Chorherren von St-Maurice im Januar 1930 eine Mission in Bangalore, Indien, von der Pariser Gesellschaft für die Aussenmissionen. Diese Missionstätigkeit musste aber bald wieder aufgegeben werden und wurde 1937 in Sikkim (Nepal) weitergeführt.

### Rücktritt
Zunehmende Spannungen mit der Klostergemeinschaft, dem Bischof von Sitten und den politischen Behörden führten zu mehreren Beschwerden in Rom und einer apostolischen Visitation 1928. Nachdem der Visitator der vatikanischen Ordenskongregation den Rücktritt des Abtes und seine Entfernung aus St-Maurice empfohlen hatte, reichte Mariétan am 8. Januar 1931 in Rom seine Demission ein. Auf den Titularsitz Agathopolis transferiert, liess er sich in Annecy nieder, wo er noch zwölf Jahre als Weihbischof und Seelsorger wirkte.

## Werke
- Problème de la classification des sciences d’Aristote à S. Thomas. St-Augustin, St-Maurice; F. Alcan, Paris 1901. (Dissertation, Univ. Fribourg, 1901). (Digitalisat).